# Губкина, Ирина Алексеевна
Ири́на Алексе́евна Гу́бкина (19 апреля 1972, Ленинград) — советская и российская саночница, выступала за сборную страны в 1990-х годах. Участница трёх зимних Олимпийских игр, многократный призёр этапов Кубка мира и чемпионка национальных первенств, участница многих международных турниров. На соревнованиях представляла спортивное общество «Динамо», мастер спорта.

## Биография
Ирина Губкина родилась 19 апреля 1972 года в Ленинграде. Активно заниматься санным спортом начала в возрасте четырнадцати лет, проходила подготовку в команде «Динамо». На международном уровне дебютировала в 1989 году, когда заняла седьмое место на юниорском чемпионате Европы в австрийском Игльсе. Год спустя финишировала девятой на молодёжном чемпионате мира в немецком Винтерберге. В 1991 году завоевала титул чемпионки СССР, ещё через год получила бронзовую медаль на первенстве СНГ и прошла отбор в так называемую Объединённую сборную для участия в зимних Олимпийских играх в Альбервиле — в итоге закрыла здесь десятку сильнейших.
В 1993 году Губкина как член сборной России побывала на чемпионате мира в канадском Калгари, показала здесь четырнадцатое время. В следующем сезоне была четырнадцатой на чемпионате Европы в Кёнигсзе и благодаря череде удачных выступлений удостоилась права защищать честь страны на Олимпиаде 1994 года в Лиллехаммере, где впоследствии пришла к финишу седьмой.
После двух Олимпиад Губкина осталась в основном составе национальной сборной и продолжила принимать участие в крупнейших международных турнирах. Так, в 1995 году она съездила на чемпионат мира в тот же норвежский Лиллехаммер, заняла четырнадцатое место в женском одиночном разряде и пятое в смешанной эстафете. Неоднократно становилась чемпионкой российского первенства, а в 1998 году прошла квалификацию на Олимпийские игры в Нагано — выступила здесь заметно хуже предыдущих попыток, смогла добраться лишь до восемнадцатой позиции. Вскоре после этих соревнований из-за слишком высокой конкуренции в команде приняла решение завершить карьеру профессиональной спортсменки и перешла на тренерскую работу.
Начиная с 1999 года Ирина Губкина работала детским тренером в Санкт-Петербурге. В сезоне 2005/06 после рождения ребёнка она ненадолго возобновила саночную карьеру, попыталась пройти отбор на Олимпийские игры в Турин, однако в общем зачёте Кубка мира заняла лишь тридцать пятое место и вынуждена была отказаться от поездки на четвёртую для себя Олимпиаду.